# Eremurus tauricus
Eremurus tauricus är en grästrädsväxtart som beskrevs av Christian von Steven. Eremurus tauricus ingår i släktet Eremurus och familjen grästrädsväxter. Inga underarter finns listade i Catalogue of Life.